# Félix Édouard Guérin-Méneville
Félix Édouard Guérin-Méneville (Toulon, 12 oktober 1799 - Parijs, 26 januari 1874) was een Franse natuuronderzoeker, vooral actief als  entomoloog gespecialiseerd in Coleoptera, Hymenoptera en Lepidoptera, verder ichtyoloog en ornitholoog (soortauteur van negen vogelsoorten waaronder de Somalische brilvogel).
Hij is de auteur van het geïllustreerde boekwerk Iconographie du Règne Animal de G. Cuvier 1829–1844 dat verscheen als eerbetoon aan het werk van de beroemde Franse dierkundigen Georges Cuvier en Pierre André Latreille. Verder richtte hij verschillende wetenschappelijke tijdschriften op zoals  Magasin de zoologie, d’anatomie comparée et de paléontologie (1830), Revue zoologique par la Société cuviérienne (1838), Revue et Magasin de zoologie pure et appliquée (1849) en Revue de sériciculture (1863). He was de eindredacteur van  de Dictionnaire Pittoresque d’Histoire Naturelle die tussen 1836 en 1839 in Parijs werd uitgegeven. In 1846 werd hij gekozen tot voorzitter van de Société Entomologique de France (Franse entomologische vereniging).
- Biblioteca Nacional de España: XX1701429
- Bibliothèque nationale de France: cb15325222v (data)
- Stuttgart Database of Scientific Illustrators 1450–1950: 7322
- Gemeinsame Normdatei: 11757628X
- International Standard Name Identifier: 0000 0001 2132 9372
- Library of Congress Control Number: no97031324
- Base Léonore: LH//1221/81
- Nederlandse Thesaurus van Auteursnamen: 074870076
- SNAC: w6vn4784
- Système universitaire de documentation: 084679514
- Trove: 1009965
- Virtual International Authority File: 51823869
- WorldCat: E39PBJxWTjXJXfy9XFjcHm9Yyd